# ガブリエウ・フェルナンド・ジ・ジェズス
- ガブリエル・ジェズス
- ガブリエウ・ジェズス

ガブリエウ・ジェズス（Gabriel Jesus）こと、ガブリエウ・フェルナンドゥ・ジ・ジェズス（Gabriel Fernando de Jesus、1997年4月3日 - ）は、ブラジル・サンパウロ州サンパウロ出身のサッカー選手。ブラジル代表。アーセナルFC所属。ポジションはフォワード。

## 経歴

### プロ入り前
1997年4月、サンパウロの北部ジャルジンペリで生まれた。ロナウジーニョに憧れて、5歳のときにボールを蹴り始めた。8歳のときにサンパウロの地元クラブのアソシアシャオ・アトレチカ・アンハングエラで、アマチュア選手としてキャリアをスタートさせた。その後、2013年に15歳でパルメイラスの下部組織に加わった。下部組織で48試合に出場し54得点を挙げた。

### パルメイラス
2015年3月7日、オズワルド・オリヴェイラによって、トップチームに昇格。また当時ガブリエウ・フェルナンドと知られていたガブリエウ・ジェズスは、イエス・キリストの当時の年齢だと考えられている33歳から、背番号33番が与えられた。また『ガブリエウ・ジェズス(Gabriel Jesus)』と名乗るように、パルメイラスの広報担当者から勧められた。17歳でありながらプロデビューしたのは、2015年3月7日のサンパウロ州選手権のブラガンチーノ戦の後半28分に投入され、1-0での勝利に貢献した。そして加入初ゴールは同年7月15日のコパ・ド・ブラジルのアウェーでのアグレミアソン・スポルチーバ・アラピラケンセ戦の決勝点だった。コパ・ド・ブラジルの決勝でサントスを破り、ファーストチームで初のトロフィーを獲得。2015年のブラジル全国選手権では20試合で起用され4得点を記録し、シーズン終了後、若手選手の中から選出されるブラジルサッカー連盟のゴールデンボーイ賞を受賞。
2016年8月3日、イングランド・プレミアリーグのマンチェスター・シティに加入することで合意した。ジョゼップ・グアルディオラ監督が直接本人に電話で説得したことが決め手となり、バルセロナのオファーを拒否し、シティと2020-21シーズンまでの5年契約を交わした。移籍金は約3000万ユーロ（約34億円）とみられている。ジェズスはパルメイラスを優勝に導くため、ブラジル全国選手権が終了まで残留することを発表した。2016年12月まではパルメイラスに在籍し、シティには、2017年1月から正式加入することになった。2016シーズンのブラジル全国選手権では12ゴールを挙げて、クラブの最多得点者となり、パルメイラスを1994年以来の22年ぶりの優勝に導いた。2016年11月に優勝を決めたあと、パルメイラスを退団した。

### マンチェスター・シティ
2017年1月19日、イングランド・プレミアリーグのマンチェスター・シティへの正式加入が発表された。背番号はパルメイラス所属時と同じく33番。加入2日後の同年1月21日に行われた、2016-17シーズンのプレミアリーグ第22節トッテナム・ホットスパー戦の82分に途中交代出場でプレミアデビューを果たした。2月1日、第23節のウェストハム・ユナイテッド戦で移籍後初得点を含む、1得点1アシストの活躍で勝利に貢献した。マンチェスター・シティでの4試合目にシーズン終了の怪我を負ったと思われていたが、2017年4月マンチェスター・ユナイテッドとの試合にて、スターリングとの交代出場して復帰した。
2017-18シーズンのプレミアリーグでは29試合出場13得点を記録し、プレミアリーグとカラバオ・カップ（リーグ杯）の優勝に大きく貢献した。2018年8月3日、マンチェスター・シティとの契約を2023年まで延長した。
2019年1月のバートン・アルビオンFC戦ではキャリア初の4ゴールを決めた。またFAカップ2019決勝では2ゴールを決めシティの優勝に大きく貢献した。
2019-20シーズンから背番号をブラジル代表と同じ9番へ変更した。2019年12月チャンピオンズリーグのグループステージ、NKディナモ・ザグレブ戦でハットトリックを達成した。2021-22シーズン、4月23日ワトフォード戦で4ゴールを挙げた。

### アーセナル
2022年7月4日、アーセナルFCへ移籍することが公式発表された。契約は2027年までの5年間。背番号は9番。8月13日、第2節のレスター・シティFC戦では今季初ゴールを含む2得点2アシストの活躍をした。22−23シーズン第9節、トッテナムとのノースロンドンダービーで、ゴールを決めチームの勝利に貢献した。2022年12月6日、同月2日に行われたワールドカップのカメルーン戦で右膝を負傷したため手術を行い無事成功したと発表された。2023年3月12日、PL第27節フラムFC戦で途中出場し約14週ぶりに実戦復帰をした。
2023年10月24日、CLグループステージ第3戦セビージャFC戦で1G1Aの活躍をするもハムストリングを負傷して途中交代となる。11月22日、代表のW杯南米予選アルゼンチン代表戦で先発フル出場して復帰するまで約1ヶ月の離脱となった。
2025年1月12日、FAカップのマンチェスター・ユナイテッドFC戦で左膝の前十字靭帯を損傷し、手術を要するシーズン絶望の大怪我となった。

### 代表
2014年にU-17サンパウロ州選手権で22試合に出場して37得点を挙げ、それまでの得点記録を大幅に更新した。その後U-20ブラジル代表に招集され、2015年6月にニュージーランドで行われたU-20ワールドカップに出場し、準優勝に貢献した。
2016年夏に行われた、リオデジャネイロ五輪のブラジル代表として、自国開催された同大会で、金メダルの獲得に貢献した。
2016年9月1日のワールドカップ予選、エクアドル戦でA代表デビューし、2得点を挙げた。
2018 FIFAワールドカップでは5試合に出場したが、無得点に終わった。
2019年、母国ブラジルでの開催となったコパ・アメリカ2019に臨む代表メンバーに選出。準決勝のアルゼンチン戦では決勝ゴールを決め、更にロベルト・フィルミーノのゴールをアシストし、1G1Aの活躍で決勝進出に貢献。決勝のペルー戦では決勝ゴールを決め、ブラジルの12年ぶりとなる大会制覇に大きく貢献した。
2022年11月7日、2022 FIFAワールドカップのブラジル代表メンバーに選出された。同大会ではスイス代表戦とセルビア代表戦は試合終盤の途中出場に留まった。グループステージ勝ち抜けが決まり大幅ターンオーバーしたカメルーン代表戦ではスタメン出場を果たすも64分に途中交代。試合後に右膝を負傷したことが判明しグループステージ3試合を終えた段階で代表を無念の離脱となった。

## 人物
マンチェスター・シティへ移籍するまでは、アーセナルやベンフィカ、ユヴェントス、ローマなど欧州のビッグクラブが関心を示していたことがある。
2017年5月、ESPNは世界で最も有名なアスリート100人を発表し、96位に選出された。サッカー選手としては36位。

## 個人成績
| クラブ                 | シーズン | リーグ         | リーグ戦 | リーグ戦 | カップ戦 | カップ戦 | リーグ杯 | リーグ杯 | 国際大会 | 国際大会 | その他 | その他 | 合計 | 合計 |
| クラブ                 | シーズン | リーグ         | 出場     | 得点     | 出場     | 得点     | 出場     | 得点     | 出場     | 得点     | 出場   | 得点   | 出場 | 得点 |
| ---------------------- | -------- | -------------- | -------- | -------- | -------- | -------- | -------- | -------- | -------- | -------- | ------ | ------ | ---- | ---- |
| パルメイラス           | 2015     | セリエA        | 20       | 4        | 9        | 3        | 9        | 3        | -        | -        | 8      | 0      | 37   | 7    |
| パルメイラス           | 2016     | セリエA        | 27       | 12       | 2        | 0        | 2        | 0        | 5        | 4        | 12     | 5      | 46   | 21   |
| パルメイラス           | 通算     | 通算           | 47       | 16       | 11       | 3        | 11       | 3        | 5        | 4        | 20     | 5      | 83   | 28   |
| マンチェスター・シティ | 2016-17  | プレミアリーグ | 10       | 7        | 1        | 0        | -        | -        | -        | -        | 0      | 0      | 11   | 7    |
| マンチェスター・シティ | 2017-18  | プレミアリーグ | 29       | 13       | 0        | 0        | 4        | 0        | 4        | 0        | 0      | 0      | 42   | 17   |
| マンチェスター・シティ | 2018-19  | プレミアリーグ | 29       | 7        | 6        | 5        | 5        | 5        | 5        | 5        | 1      | 0      | 47   | 21   |
| マンチェスター・シティ | 2019-20  | プレミアリーグ | 34       | 14       | 4        | 2        | 6        | 1        | 6        | 1        | 1      | 0      | 53   | 23   |
| マンチェスター・シティ | 2020-21  | プレミアリーグ | 29       | 9        | 5        | 2        | 1        | 1        | 1        | 1        | 0      | 0      | 42   | 14   |
| マンチェスター・シティ | 通算     | 通算           | 131      | 50       | 16       | 9        | 16       | 7        | 16       | 7        | 2      | 0      | 195  | 82   |
| 総通算                 | 総通算   | 総通算         | 178      | 66       | 27       | 12       | 27       | 10       | 21       | 11       | 22     | 2      | 278  | 110  |

## 代表歴

### 出場大会
- U-20ブラジル代表
  - 2014年 - FIFA U-20ワールドカップ（準優勝）
- U-23ブラジル代表
  - 2016年 - リオデジャネイロオリンピック（金メダル）
- ブラジル代表
  - 2018年 - FIFAワールドカップ（ベスト8）
  - 2019年 - コパ・アメリカ2019（優勝）

### 試合数
- 国際Aマッチ 64試合 18得点（2016年 - ）[20]

| ブラジル代表 | 国際Aマッチ | 国際Aマッチ |
| 年           | 出場        | 得点        |
| ------------ | ----------- | ----------- |
| 2016         | 6           | 4           |
| 2017         | 7           | 3           |
| 2018         | 12          | 3           |
| 2019         | 14          | 7           |
| 2020         | 2           | 0           |
| 2021         | 11          | 0           |
| 2022         | 7           | 1           |
| 2023         | 5           | 0           |
| 通算         | 64          | 18          |

### ゴール
| #   | 開催年月日     | 開催地                                                             | 対戦国         | スコア | 結果 | 試合概要                          |
| --- | -------------- | ------------------------------------------------------------------ | -------------- | ------ | ---- | --------------------------------- |
| 1.  | 2016年9月1日   | キト、エスタディオ・オリンピコ・アタウアルパ                       | エクアドル     | 0-2    | 0-3  | 2018 FIFAワールドカップ・南米予選 |
| 2.  | 2016年9月1日   | キト、エスタディオ・オリンピコ・アタウアルパ                       | エクアドル     | 0-3    | 0-3  | 2018 FIFAワールドカップ・南米予選 |
| 3.  | 2016年10月6日  | ナタール、アレーナ・ダス・ドゥーナス                               | ボリビア       | 4-0    | 5-0  | 2018 FIFAワールドカップ・南米予選 |
| 4.  | 2016年10月11日 | メリダ、エスタディオ・メトロポリタノ・デ・メリダ                   | ベネズエラ     | 0-1    | 0-2  | 2018 FIFAワールドカップ・南米予選 |
| 5.  | 2016年11月15日 | リマ、エスタディオ・ナシオナル                                     | ペルー         | 0-1    | 0-2  | 2018 FIFAワールドカップ・南米予選 |
| 6.  | 2017年10月10日 | サンパウロ、アリアンツ・パルケ                                     | チリ           | 2-0    | 3-0  | 2018 FIFAワールドカップ・南米予選 |
| 7.  | 2017年10月10日 | サンパウロ、アリアンツ・パルケ                                     | チリ           | 3-0    | 3-0  | 2018 FIFAワールドカップ・南米予選 |
| 8.  | 2017年11月10日 | ヴィルヌーヴ＝ダスク、スタッド・ピエール＝モーロワ                 | 日本           | 0-3    | 1-3  | 親善試合                          |
| 9.  | 2018年3月27日  | ベルリン、オリンピアシュタディオン                                 | ドイツ         | 0-1    | 0-1  | 親善試合                          |
| 10. | 2018年6月10日  | ウィーン、エルンスト・ハッペル・シュターディオン                   | オーストリア   | 1-0    | 3-0  | 親善試合                          |
| 11. | 2018年10月12日 | リヤド、キング・ファハド国際スタジアム                             | サウジアラビア | 0-1    | 0-2  | 親善試合                          |
| 12. | 2019年3月27日  | プラハ、シノー・ティップ・アレナ                                   | チェコ         | 1-1    | 1-3  | 親善試合                          |
| 13. | 2019年3月27日  | プラハ、シノー・ティップ・アレナ                                   | チェコ         | 1-3    | 1-3  | 親善試合                          |
| 14. | 2019年6月5日   | ブラジリア、エスタジオ・ナシオナル・デ・ブラジリア                 | カタール       | 2-0    | 2-0  | 親善試合                          |
| 15. | 2019年6月10日  | ポルト・アレグレ、エスタジオ・ベイラ＝リオ                         | ホンジュラス   | 1-0    | 7-0  | 親善試合                          |
| 16. | 2019年6月10日  | ポルト・アレグレ、エスタジオ・ベイラ＝リオ                         | ホンジュラス   | 4-0    | 7-0  | 親善試合                          |
| 17. | 2019年7月2日   | ベロオリゾンテ、エスタジオ・ゴベルナドール・マガリャンイス・ピント | アルゼンチン   | 1-0    | 2-0  | コパ・アメリカ2019                |
| 18. | 2019年7月7日   | リオデジャネイロ、エスタジオ・ド・マラカナン                       | ペルー         | 2-1    | 3-1  | コパ・アメリカ2019                |

## タイトル

### クラブ
パルメイラス
- セリエA：1回 (2016)
- コパ・ド・ブラジル：1回 (2015)

マンチェスター・シティ
- プレミアリーグ：4回 (2017-18, 2018-19, 2020-21, 2021-22)
- FAカップ：1回 (2018-19)
- EFLカップ：3回 (2017-18, 2018-19, 2019-20)
- FAコミュニティ・シールド：2回 (2018, 2019)

アーセナルFC
- FAコミュニティ・シールド：1回 (2023)

### 代表
U-23ブラジル代表

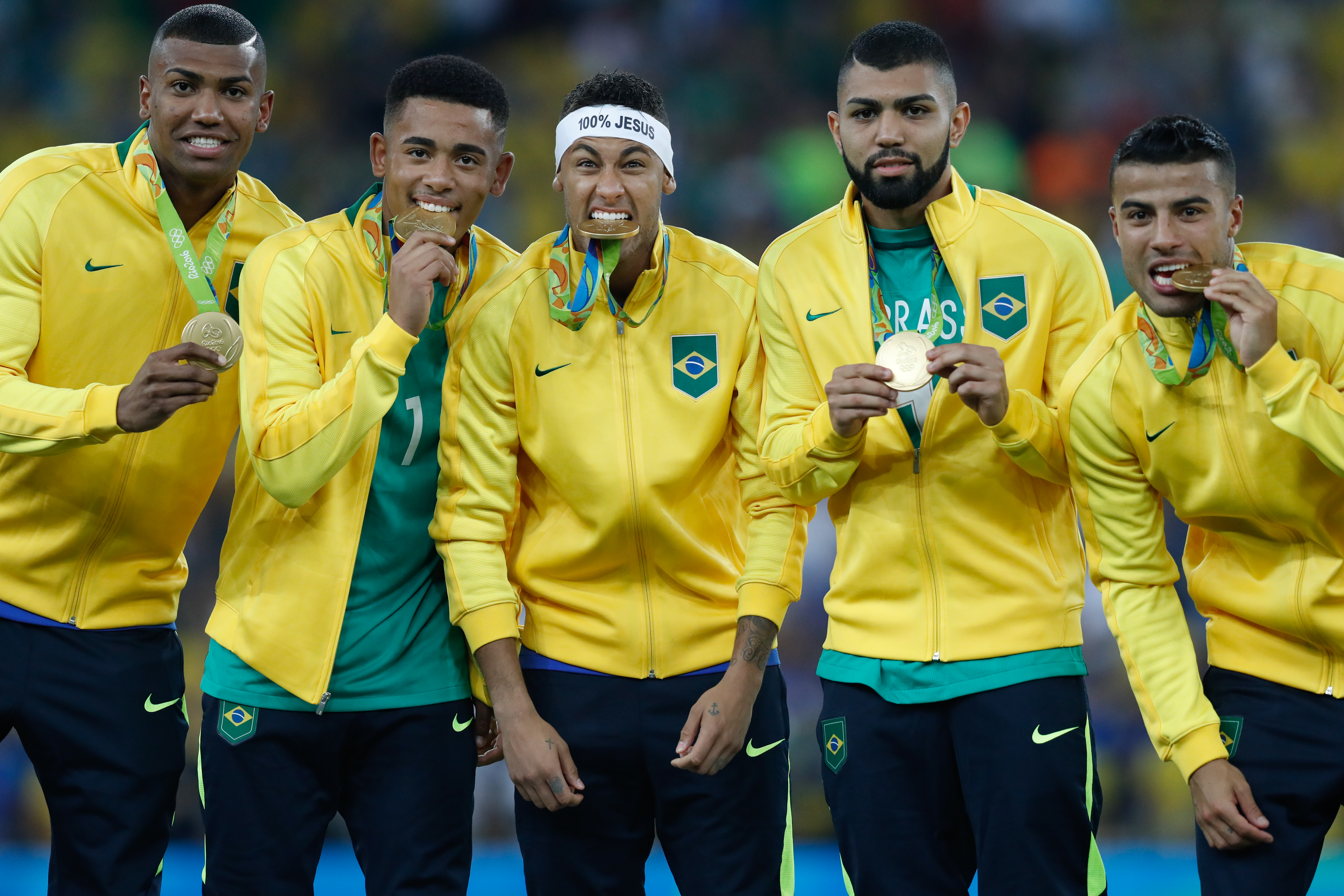
リオデジャネイロオリンピックで金メダル

- オリンピック 金メダル：1回 (2016)

ブラジル代表
- コパ・アメリカ：1回 (2019)